# Per-Olov Ahrén
Per-Olov Ahrén, folkbokförd Per Olof Artur Ahrén, född 21 januari 1926 i Forserum, död 22 mars 2004 i Lund, var en svensk teolog och biskop i Svenska kyrkan samt författare.

## Karriär
Per-Olov Ahrén föddes som son till disponent Arthur Svensson och Axia, ogift Ahrén. Efter studentexamen 1946 i Jönköping  blev han teologie kandidat vid Lunds universitet 1951, teologie licentiat 1955 och teologie doktor 1956. Han tjänstgjorde som pastorsadjunkt i Jönköping 1956–1957 och var studentpräst i Stockholm 1957–1961. Han var docent i praktisk teologi med kyrkorätt vid Lunds universitet 1962–1971, domprost i Lunds stift från 1971 samt biskop där mellan 1980 och 1992. Han blev den siste som bodde i Gamla Biskopshuset i Lund.

## Andra uppdrag
Ahrén var expert i 1958 års utredning kyrka-stat, sekreterare i 1968 års kyrkohandbokskommitté, ordförande i Svenska kyrkans utbildningsnämnd, 1972 års kommitté för gudstjänstgemenskap, ledamot 1975, 1982–1991 års kyrkomöte, sakkunnig 1982 års kyrkokommitté, ledamot av Kyrkornas världsråds centralkommitté, ordförande i Svenska kyrkans press AB från 1988, styrelseledamot i bokförlaget Verbum, hedersledamot i Lunds Nation i Lund och hedersledamot i Sällskapet för kyrkovetenskap. Han skrev artiklar i teologisk fackpress och var redaktör för Svensk kyrkotidning 1968–1971.

## Familj
Han gifte sig 1950 med socioterapeut Gunnel Atell (född 1925), dotter till rektor Carl Atell och Mimmi, ogift Gustafsson. De fick tre barn: medicinprofessor Bo Ahrén (född 1952), kyrkomusikern Thomas Ahrén du Quercy (född 1955) och Anna Ahrén (1962–2003).
Per-Olov Ahrén är begravd på Norra kyrkogården i Lund.